# Veľký Lom
Veľký Lom (węg. Nagylám) – wieś (obec) na Słowacji położona w kraju bańskobystrzyckim, w powiecie Veľký Krtíš. Pierwsze wzmianki o miejscowości pochodzą z 1573 roku.
Według danych z dnia 31 grudnia 2012 roku, wieś zamieszkiwało 205 osób, w tym 99 kobiet i 106 mężczyzn.
W 2001 roku rozkład populacji względem narodowości i przynależności etnicznej wyglądał następująco:
- Słowacy – 77,95%
- Czesi – 0,79%
- Romowie – 6,3%
- Ukraińcy – 8,66%

Ze względu na wyznawaną religię struktura mieszkańców kształtowała się w 2001 roku następująco:
- Katolicy rzymscy – 27,56%
- Grekokatolicy – 0,79%
- Ewangelicy – 50,39%
- Prawosławni – 8,27%
- Ateiści – 6,3%
- Nie podano – 6,69%